# 1967-es Formula–1 dél-afrikai nagydíj
Az 1967-es Formula–1 világbajnokság szezonnyitó futama a dél-afrikai nagydíj volt.1965 után ismét visszakerült a dél-afrikai nagydíj a világbajnoki versenyek közé, a szezonnyitó versenyt január 2-án rendezték az új Kyalami pályán, Johannesburg mellett.

## Futam
Dél-Afrikába a Ferrari és a McLaren csapat sem utazott el. A rajtrács elején a két Brabham-Repco végzett Brabham-Hulme sorrendben Clark és Rodríguez előtt. A helyi versenyző John Love a figyelemre méltó ötödik időt autózta privát Cooper-Climaxával.
A rajt után Hulme állt az élre Brabham és Surtees előtt. A 3. körben Brabham, majd Rindt is megcsúszott. Mindketten több helyet visszaestek, de visszatértek a 2. és 3. helyre. Rindt a verseny felénél motorhibával kiállt, majd Surtees visszaesett Love és Gurney mögé. Brabham a második helyről visszaesett motorprobléma miatt, majd Gurney hátsó felfüggesztés hibája miatt kiesett. Ezek után Hulme egy perccel vezetett Love előtt, de a 61. körben problémája akadt fékjeivel és visszaesett a mezőnyben. Ekkor John Love vezette a futamot, és bár Rodríguez a második helyen közeledett felé, úgy tűnt hogy a rhodesiai nyeri a versenyt. Hét körrel később azonban Love kiállt üzemanyagért, így Rodríguez nyert 20 másodperccel Love, Surtees és Hulme előtt.
| Helyezés | #  | Versenyző       | Csapat/Motor    | Futott körök | Idő/Kiesés oka    | Rajthely | Pontszám |
| -------- | -- | --------------- | --------------- | ------------ | ----------------- | -------- | -------- |
| 1        | 4  | Pedro Rodríguez | Cooper-Maserati | 80           | 2:05:45,9         | 4        | 9        |
| 2        | 17 | John Love       | Cooper-Climax   | 80           | + 26,4            | 5        | 6        |
| 3        | 11 | John Surtees    | Honda           | 79           | + 1 kör           | 6        | 4        |
| 4        | 2  | Denny Hulme     | Brabham-Repco   | 78           | + 2 kör           | 2        | 3        |
| 5        | 14 | Bob Anderson    | Brabham-Climax  | 78           | + 2 kör           | 10       | 2        |
| 6        | 1  | Jack Brabham    | Brabham-Repco   | 76           | + 4 kör           | 1        | 1        |
| HN       | 19 | Dave Charlton   | Brabham-Climax  | 63           | Helyezés nélkül   | 8        |          |
| HN       | 20 | Luki Botha      | Brabham-Climax  | 60           | Helyezés nélkül   | 17       |          |
| Kiesett  | 18 | Sam Tingle      | LDS-Climax      | 56           | Baleset           | 14       |          |
| Kiesett  | 16 | Piers Courage   | Lotus-BRM       | 51           | Üzemanyagrendszer | 18       |          |
| Kiesett  | 9  | Dan Gurney      | Eagle-Climax    | 44           | Felfüggesztés     | 11       |          |
| Kiesett  | 12 | Jo Siffert      | Cooper-Maserati | 41           | Motorhiba         | 16       |          |
| Kiesett  | 3  | Jochen Rindt    | Cooper-Maserati | 38           | Motorhiba         | 7        |          |
| Kiesett  | 6  | Mike Spence     | BRM             | 31           | Olajszivárgás     | 13       |          |
| Kiesett  | 15 | Jo Bonnier      | Cooper-Maserati | 30           | Motorhiba         | 12       |          |
| Kiesett  | 7  | Jim Clark       | Lotus-BRM       | 22           | Motorhiba         | 3        |          |
| Kiesett  | 8  | Graham Hill     | Lotus-BRM       | 6            | Baleset           | 15       |          |
| Kiesett  | 5  | Jackie Stewart  | BRM             | 2            | Motorhiba         | 9        |          |

### Statisztikák
Vezető helyen:
- Denny Hulme 60 (1-60)
- John Love 13 (61-73)
- Pedro Rodríguez 7 (74-80)

Pedro Rodríguez 1. győzelme, Jack Brabham 9. pol pozíció , Denny Hulme 2. leggyorsabb köre.
- Cooper 16. győzelme.

Piers Courage első versenye.